# Livonia (tỉnh của Đế quốc Nga)
Tỉnh Livonia (tiếng Nga: Лифляндская губерния, đã Latinh hoá: Liflyandskaya guberniya; tiếng Đức: Gouvernement Livland; tiếng Latvia: Vidzemes guberņa hoặc Līvzemes guberņa; tiếng Estonia: Liivimaa kubermang) là một tỉnh tự trị và là một trong những tỉnh vùng Baltic của Đế quốc Nga.

## Huy hiệu tỉnh
Phê duyệt ngày 8 tháng 12 năm 1856. Mô tả: "Trên nền đỏ thẫm, một chú chim griffin bạc cầm thanh kiếm vàng, trên ngực, dưới vương miện Hoàng gia, là chữ viết tắt màu đỏ tươi: ПВ ИВ (Pyotr II, Hoàng đế toàn Nga). Khiên được đội vương miện Hoàng gia Nga và bao quanh bởi những chiếc lá sồi vàng, được nối liền bằng dải ruy băng Andreev ".

## Địa lý
Lãnh thổ của tỉnh này là một hình chữ nhật khá đều đặn với chiều dài tối đa 246 verst (262 km) và chiều rộng 198 verst (211 km). Phía bắc giáp tỉnh Estonia, phía đông giáp hồ Peipus và eo biển nối liền nó, phía nam giáp tỉnh Pskov và tỉnh Vitebsk, phía tây giáp tỉnh Courland và vịnh Riga. Chiều dài bờ biển phía tây là 280 verst (299 km). Diện tích của tỉnh Livonia theo nhà khảo sát người Nga Strelbitsky là 41.325,4 verst vuông (47.030,87 km2).